# Kaple bubenské reálky
Kaple ve školní budově c. k. reálky v Holešovicích-Bubnech na dnešním Strossmayerově náměstí byla umístěna v tělocvičně školy ve zvláštní apsidě za železnou oponou. Byl zde i kůr s varhanami. Dne 8. března 1908 ji s celou budovou vysvětil kníže-arcibiskup Lev Skrbenský z Hříště. Mše se v kapli odehrávaly o nedělích, během týdne se v tělocvičně cvičilo. Ve školním roce 1909–1910 namaloval profesor kreslení V. Šulc na oltář kaple obraz Svaté rodiny, o rok později byl přemístěn do nově vybudovaného kostela sv. Antonína. Od prázdnin 1921 do konce června 1927 se ve školní kapli konaly bohoslužby Církve československé husitské. V roce 1937 byla ve stejném bloku otevřena funkcionalistická budova sboru Církve československé husitské.